# Acroneuria perplexa
Acroneuria perplexa és una espècie d'insecte plecòpter pertanyent a la família dels pèrlids.

## Distribució geogràfica
Es troba als Estats Units: Alabama, Arkansas, el districte de Colúmbia, Geòrgia, Illinois, Indiana, Kentucky, Missouri, Ohio, Oklahoma, Pennsilvània, Tennessee i Virgínia Occidental, incloent-hi els Grans Llacs d'Amèrica del Nord.